# Kentarō Hayashi
Kentarō Hayashi (jap. 林 健太郎 Hayashi Kentarō; ur. 29 sierpnia 1972 w Machidzie (stołeczna prefektura Tokio) – były japoński piłkarz, reprezentant kraju.

## Kariera klubowa
Od 1995 do 2009 roku występował w klubach: Tokyo Verdy, Vissel Kobe i Ventforet Kofu.

## Kariera reprezentacyjna
W reprezentacji Japonii zadebiutował w 1995. W sumie w reprezentacji wystąpił w 2 spotkaniach.

## Statystyki
| Reprezentacja Japonii | Reprezentacja Japonii | Reprezentacja Japonii |
| Rok                   | Mecze                 | Gole                  |
| --------------------- | --------------------- | --------------------- |
| 1995                  | 2                     | 0                     |
| Razem                 | 2                     | 0                     |